# Sonja Schlösser
Sonja Schlösser (* 19. Mai 1969) ist eine ehemalige deutsche Fußballspielerin.

## Karriere
Schlösser, die dem FSV Frankfurt als Abwehrspielerin von 1990 bis 1996 angehört hatte, kam in der Gruppe Süd der seinerzeit zweigleisigen Bundesliga zu Punktspielen. Während ihrer Vereinszugehörigkeit erreichte sie mit ihrer Mannschaft achtmal ein Finale, aus dem sie fünfmal als Sieger hervorgegangen ist. In den letzten beiden Monaten der Saison 2000/01 gehörte sie nochmals zum Kader und kam am 29. April 2001 (17. Spieltag) beim 1:1 unentschieden im Heimspiel gegen den WSV Wendschott als Mittelfeldspielerin zu ihrem einzigen Saisonspiel.

## Erfolge
- Deutscher Meister 1995, Finalist 1991
- DFB-Pokal-Sieger 1992, 1995, 1996 (ohne Einsatz)
- DFB-Supercup-Sieger 1995, 1996, -Finalist 1992